# Darwin Radio
Darwin Radio (Rufzeichen VID) war eine australische Küstenfunkstelle. Zunächst war sie eine eigenständige Station in Darwin. Bis zur Schließung wurde der Grenzwellenfunk von Darwin Radio von Perth Radio (VIP) ferngesteuert. Die UKW-Frequenzen wurden von Brisbane Radio (VIB) ferngesteuert.
Darwin Radio startete am 25. September 1913 seinen Betrieb auf dem Gelände nahe dem Casino „Frogs Hollow“. Im Zweiten Weltkrieg wurde die Station durch einen  Luftangriff des japanischen Militärs auf Darwin beschädigt. Die Station überstand aber den Angriff. 1952 zog die Station nach Parap um.
Um am 30. Juni 2002 um 2359 UTC endete die dauerhafte Überwachung aller Warn- und Notrufkanäle in Australien. Das Telstra Netzwerk aller Küstenfunkstellen (Brisbane Radio, Darwin Radio, Melbourne Radio, Perth Radio, Sydney Radio und Townsville Radio) wurde geschlossen. Das MRCC Australien kann seither ausschließlich über Mobiltelefon oder Satelliten-Funk erreicht werden.